# Таганрогский район
Таганрогский район — административно-территориальная единица в составе Северо-Кавказского края РСФСР (в период с 1 октября 1924 года по 15 ноября 1933 года), в Ростовской области РСФСР (в период с 8 октября 1938 года по апрель 1962 года). Районный центр — город Таганрог.

## История
В  1923 году район образован в составе Донецкой губернии Украинской ССР под наименованием Николаевский с центром в с. Николаевка.
С 1 октября 1924 года Николаевский район в составе Таганрогского округа вошёл в Юго-Восток РСФСР (переименованного в Северо-Кавказский край).
С 2 августа 1926 года центр Николаевского района был перенесён из с. Николаевка в город Таганрог. В соответствии с постановлением Президиума ВЦИК от 4 марта 1929 года Николаевский район был переименован в Таганрогский.
В соответствии с постановлением Президиума ВЦИК от 13 ноября 1933 года Таганрогский район Северо-Кавказского края был ликвидирован. Его территория в составе Васильево-Ханженковского, Ефремовского, Левинского и Фёдоровского сельсоветов присоединена к Матвеево-Курганскому району, Абрамовский, Адександровский, Кашино-Ивановский, Красносельский, Недвигово-Хопринский, Петровский, Советинский к Мясниковскому району. Остальная территория Таганрогского района была подчинена Таганрогскому горсовету.
После образования Ростовской области 13 сентября 1937 года в её состав вошёл город Таганрог. 
В соответствии с постановлением президиума Ростовского облисполкома от 8 октября 1938 года  образован Таганрогский сельский район с центром в городе Таганроге. В состав района вошли сельсоветы, выделенные из пригородной зоны города Таганрога: Бессергеневский, Весёловский, Лакадемоновский, Николаевский; в конце года утверждён новій состав района.
В апреле 1962 года Таганрогский сельский район был упразднён, и его территория вошла в Неклиновский район.